# Wayne Odesnik
Wayne Odesnik (Johannesburg, 1985. november 21. –) amerikai hivatásos teniszező. Eddigi karrierje során egy ATP-döntőt játszott.
2010-ben növekedési hormon birtoklásáért két, később egy évre eltiltották. 2014-ben és 2015-ben adott mintáiban szteroidot találtak, ezért 15 éves eltiltást kapott.

## ATP-döntői

### Egyéni

#### Elvesztett döntői (1)
|   | Dátum             | Torna                                        | Borítás | Ellenfél a döntőben | Eredmény a döntőben |
| 1 | 2009. április 12. | U.S. Men's Clay Court Championships, Houston | Salak   | Lleyton Hewitt      | 2-6, 5-7            |